# Julia Fischer
Julia Fischer (München, 1983. június 15. –) német hegedű- és zongoraművész, hegedűtanár.

## Élete, munkássága
Apja Frank-Michael Fischer német matematikus, anyja Viera Krenková szlovákiai zongoraművész. A szülők Prágában találkoztak diákként. Lányuk 1983-ban született. Még négyéves sem volt, amikor hegedülni kezdett Helge Thelennél, de nem sokkal később édesanyjánál zongorázni is kezdett tanulni. Formális hegedűoktatása az orosz származású Ligyija Dubrovszkaja irányításával kezdődött az augsburgi Leopold Mozart Konzervatóriumban, nyolcéves korában. Kilencévesen felvették a Müncheni Zene- és Színházművészeti Főiskolára, ahol Ana Chumachenco ukrán származású, Olaszországban született hegedűművésznél tanult tovább.
1995-ben, 12 évesen, első díjat nyert a folkestone-i Nemzetközi Yehudi Menuhin ifjúsági versenyen, és Bach-előadásáért különdíjat is kapott. Egy évvel később megnyerte a lisszaboni Ifjú Zenészek Eurovíziós versenyét. A következő években elkezdte szólista karrierjét, neves szimfonikus zenekarokkal lépett fel Európában és az Amerikai Egyesült Államokban. Fontos dátum ebben e tekintetben a 2003-as év, amikor Lorin Maazellel és a New York-i Filharmonikusokkal Jean Sibelius hegedűversenyét játszotta az Avery Fisher Hallban. Ugyanebben az évben a Carnegie Hallban Brahms Kettősversenyével aratott sikert, Maazel és a Bajor Rádió Szimfonikus Zenekara közreműködésével. Azóta rendszeresen fellép a világ vezető zenekaraival, mint például a Pittsburghi Szimfonikus Zenekarral, a washingtoni Nemzeti Szimfonikus Zenekarral, a Philadelphia Zenekarral, a Bécsi Szimfonikusokkal, a Szentpétervári Filharmonikus Zenekarral, a Staatskapelle Dresdennel és a Londoni Filharmonikus Zenekarral. Karmesterei sora: Lorin Maazel, Christoph Eschenbach, Jurij Tyemirkanov, Neville Marriner, Jakov Kreizberg, David Zinman, Herbert Blomstedt, Michael Tilson Thomas és sokan mások. A nagy nemzetközi zenei fesztiválokon is részt vesz meghívottként, például a londoni Mostly Mozart Fesztiválon, az Aspen Music Fesztiválon, a Ravinia Fesztiválon, vagy a Mecklenburg-Vorpommern Fesztiválon. Fischert már 24 éves korában a 21. század egyik legnagyobb hegedűsének nevezték, 2006-ban a BBC Music Magazine neki adta a legjobb újonc díját. 2007-ben a Classic FM Gramophone Awardson az év művészének választották.
Julia Fischer kiváló zongoraművész is, bár zongoristaként szerepel. 2008-ban azonban egy frankfurti újévi koncerten hegedűművészként és zongoraművészként is fellépett (Edvard Grieg zongoraversenyét és Camille Saint-Saëns 3. hegedűversenyét játszotta). Van egy sikeres vonósnégyese is, amelyben Alexander Sitkovetsky hegedűssel, Nils Mönkemeyer brácsással és Benjamin Nyffenegger csellistával játszik együtt. Emellett gyakran duózik is Daniel Müller-Schott csellistával, valamint Milana Csernyavszka, Julianna Avgyejeva és Igor Levit zongoristákkal.
Fischer egy Giovanni Battista Guadagnini által készített, 1742-ből származó hegedűn játszik, de korábban más mesterhegedűket is kipróbált (Guarneri, Stradivarius, Gagliano). Ezen kívül van egy 2011-es Philipp Augustin hegedűje is. Két vonót használ, az egyik a bécsi Thomas Gerbeth Heifetz Tourte példánya, a másik egy francia vonó, amelyet akkor vesz elő, amikor a másikat fel kell újítani.
2006-ban kezdte oktatói pályafutását a Frankfurti Zeneművészeti Egyetemen Németország legfiatalabb professzoraként. 2011-ben kinevezték a Müncheni Zeneakadémia hegedűprofesszorává, ahol korábbi tanára, Ana Chumachenco tanszékét vette át.
Férjével és két gyermekükkel a München melletti Gautingban élnek.

## Díjai, elismerései
- 1995 – A Nemzetközi Yehudi Menuhin-verseny 1. díja, különdíj a legjobb Bach-előadásért
- 1996 – A 8. Eurovízius verseny nyertese
- 1997 – Prix d'Espoir, az európai zeneipar díja
- 1997 – A Mecklenburg-Nyugat-Pomeránia Fesztivál szólista díja
- 1998 – EIG Zenei díj
- 2000 – Deutschlandfunk-díj
- 2005 – ECHO Klassik-díj
- 2005 – A Beethoven Ring nyertese
- 2006 – A BBC Music Magazine Award legjobb újonca
- 2007 – A Classic FM Gramophone Awards Év művésze
- 2007 – ECHO Klassik-díj
- 2009 – MIDEM Klasszikus Díj, 2008 hangszeres művésze
- 2016 – A Német Szövetségi Köztársaság Érdemrendje

## Felvételei
A Pentatone és az AllMusic listája alapján.
| Megjelenés | Tartalom                                                                                       | Közreműködők | Kiadó     |
| ---------- | ---------------------------------------------------------------------------------------------- | --- | --------- |
| 2004       | Orosz hegedűversenyek (Hacsaturján, Prokofjev, Glazunov)                                       | Russian National Orchestra, Jakov Kreizberg                                                                                     | Pentatone |
| 2005       | Mozart: 3., 4. hegedűverseny, Adagio K.261, Rondo Concertante hegedűre és zenekarra K.269      | Netherlands Chamber Orchestra, Jakov Kreizberg                                                                                  | Pentatone |
| 2005       | Bach: Szonáták és partiták szóló hegedűre                                                      | | Pentatone |
| 2006       | Mozart: 1., 2., 5. hegedűverseny                                                               | Netherlands Chamber Orchestra, Gordan Nikolić, Pieter-Jan Belder, Hans Meyer, Herre-Jan Stegenga, Yakov Kreizberg               | Pentatone |
| 2006       | Mendelssohn: Zongoratriók                                                                      | Daniel Müller-Schott, Jonathan Gilad                                                                                            | Pentatone |
| 2006       | Csajkovszkij: Hegedűverseny, Melankolikus szerenád, Keringő                                    | Russian National Orchestra, Jakov Kreizberg                                                                                     | Pentatone |
| 2007       | Mozart: Sinfonia concertante K.364, Rondo for Violin and Orchestra K.373, Concertone K.190     | Netherlands Chamber Orchestra, Gordan Nikolić, Hans Meyer, Herre-Jan Stegenga, Jakov Kreizberg                                  | Pentatone |
| 2009       | Schubert összes műve hegedűre és zongorára, Vol. 1                                             | Martin Helmchen | Pentatone |
| 2009       | Bach: Hegedűversenyek                                                                          | Academy of St Martin in the Fields                                                                                              | Decca     |
| 2010       | Schubert minden műve hegedűre és zongorára, Vol. 2                                             | Martin Helmchen | Pentatone |
| 2010       | Paganini: 24 caprices                                                                          | | Decca     |
| 2011       | Poéme. Respighi-, Suk-, Chausson-, Vaughan Williams- darabok                                   | | Decca     |
| 2012       | In memoriam Yakov Kreizberg. Dvořák-, Debussy-, Wagner-, Schmidt-, ifj. Johann Strauss-darabok | Netherlands Philharmonic Orchestra, Wiener Symphoniker, Russian National Orchestra, Jakov Kreizberg                             | Pentatone |
| 2013       | Dvořák: a-moll hegedűverseny, Bruch: g-moll hegedűverseny                                      | Zurich Tonhalle Orchestra, David Zinman                                                                                         | Decca     |
| 2014       | Creating Timeless Classics                                                                     | Russian National Orchestra, Concertgebouw Chamber Orchestra, Academy of St Martin in the Fields, Orchestre de la Suisse Romande | Pentatone |
| 2014       | Schubert minden műve hegedűre és zongorára                                                     | Martin Helmchen | Pentatone |
| 2014       | Sarasate-darabok                                                                               | Milana Csernyavszka | Decca     |
| 2016       | Brahms: Hegedűverseny, Kettősverseny                                                           | Netherlands Philharmonic Orchestra, Daniel Müller-Schott, Jakov Kreizberg                                                       | Pentatone |
| 2016       | Duo Sessions. Kodály Zoltán-, Erwin Schulhoff-, Maurice Ravel-, Johan Halvorsen-darabok        | Daniel Müller-Schott | Orfeo     |

## Fordítás
- Ez a szócikk részben vagy egészben  a   Julia Fischer című angol Wikipédia-szócikk ezen változatának fordításán alapul.  Az eredeti cikk szerkesztőit annak laptörténete sorolja fel. Ez a jelzés csupán a megfogalmazás eredetét és a szerzői jogokat jelzi, nem szolgál a cikkben szereplő információk forrásmegjelöléseként.
- Ez a szócikk részben vagy egészben  a   Julia Fischer (Geigerin) című német Wikipédia-szócikk ezen változatának fordításán alapul.  Az eredeti cikk szerkesztőit annak laptörténete sorolja fel. Ez a jelzés csupán a megfogalmazás eredetét és a szerzői jogokat jelzi, nem szolgál a cikkben szereplő információk forrásmegjelöléseként.